# Gari (farine)
Pour les articles homonymes, voir Gari (homonymie).
Le gari est un type de farine de manioc couramment consommée par près de 200 millions de personnes en Afrique de l'Ouest. Il s’apparente au couac de Guyane et à la cassave. Il est considéré comme l'un des plats essentiels dans cette région, notamment au Cameroun, Ghana, en Côte d’Ivoire, au Nigéria au Togo et Bénin. On le trouve dans les stands de restauration de rue et il est également préparé régulièrement dans les foyers.
Il est utilisé en cuisine dans diverses préparations salées ou sucrées et est l'équivalent du farofa brésilien, et se consomme également tel quel, sec ou humidifié, ou en saupoudrage sur des plats de riz, pâtes, sauces. C'est également un épaississant alimentaire.

## Production
La préparation du gari se déroule en plusieurs étapes. Tout d'abord, le manioc est épluché et râpé pour obtenir une pâte. Ensuite, cette pâte est fermentée, déshydratée, émiettée, tamisée et enfin torréfiée jusqu'à ce que le gari granulé prégélatinisé soit obtenu. Il existe des variations dans l'ordre des opérations et le temps de préparation. Par exemple, on peut ajouter de l'huile de palme pendant le râpage, sur la pâte râpée ou lors de la friture. La fermentation peut être effectuée avant ou après la déshydratation, voire en même temps, sur une période allant de six à 48 heures. Cela permet d'obtenir une pâte fermentée naturelle ou huileuse. À la fin du processus, le gari peut être de couleur blanche (sans huile) ou jaune (avec huile). Les femmes jouent un rôle central dans la préparation du gari.

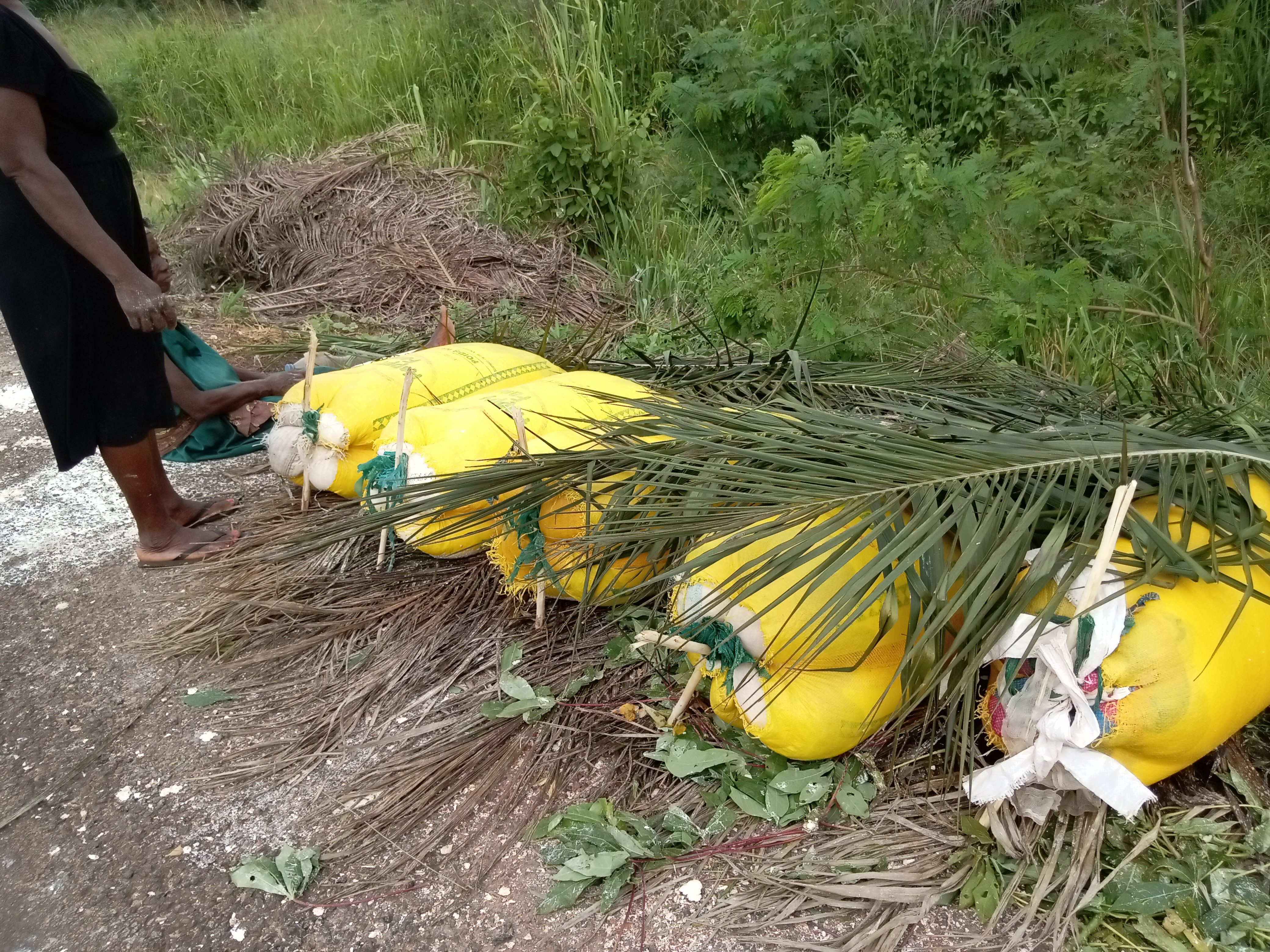
Déshydratation de la pâte du manioc au Togo.
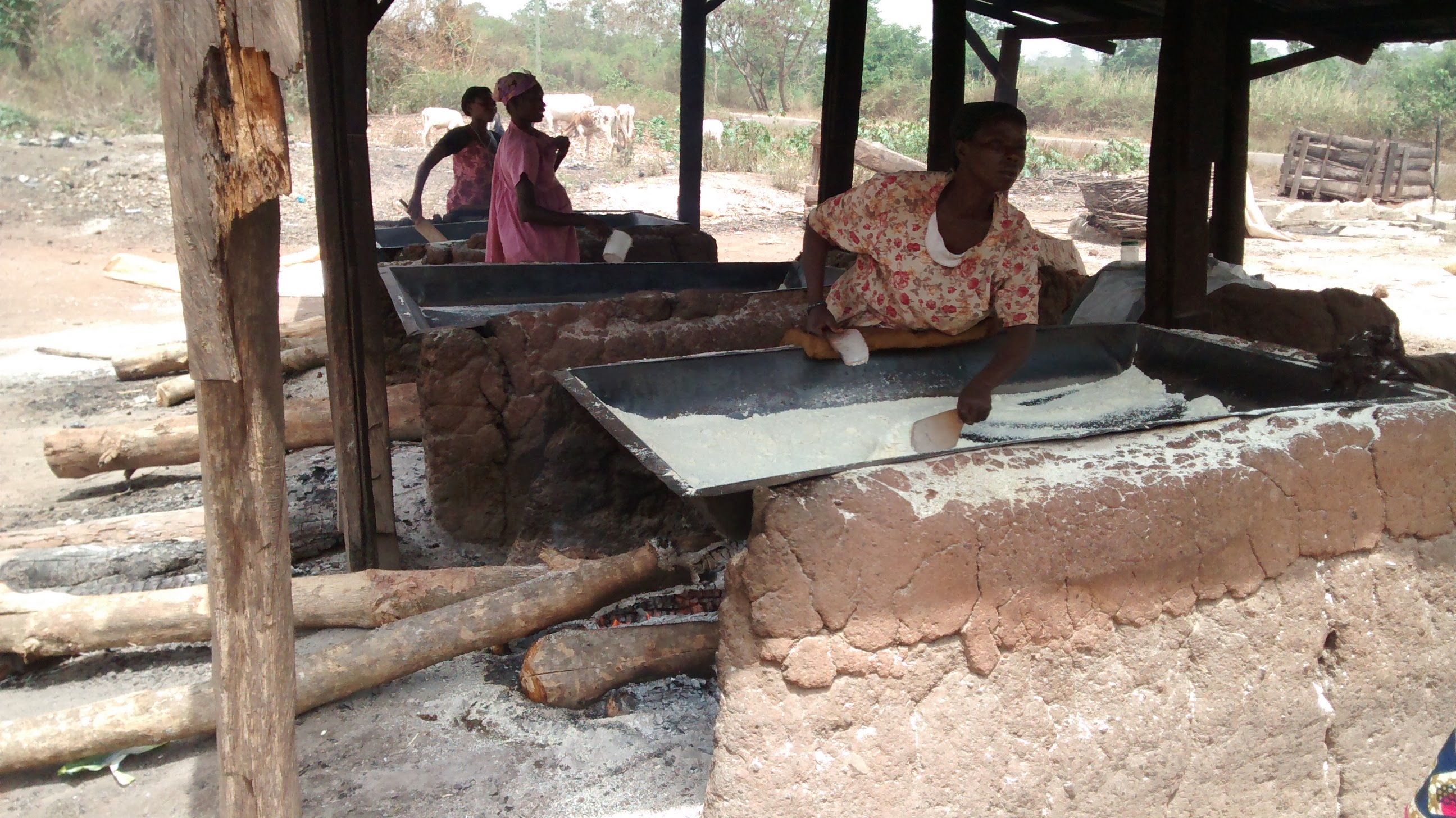
Préparation du gari au Ghana.
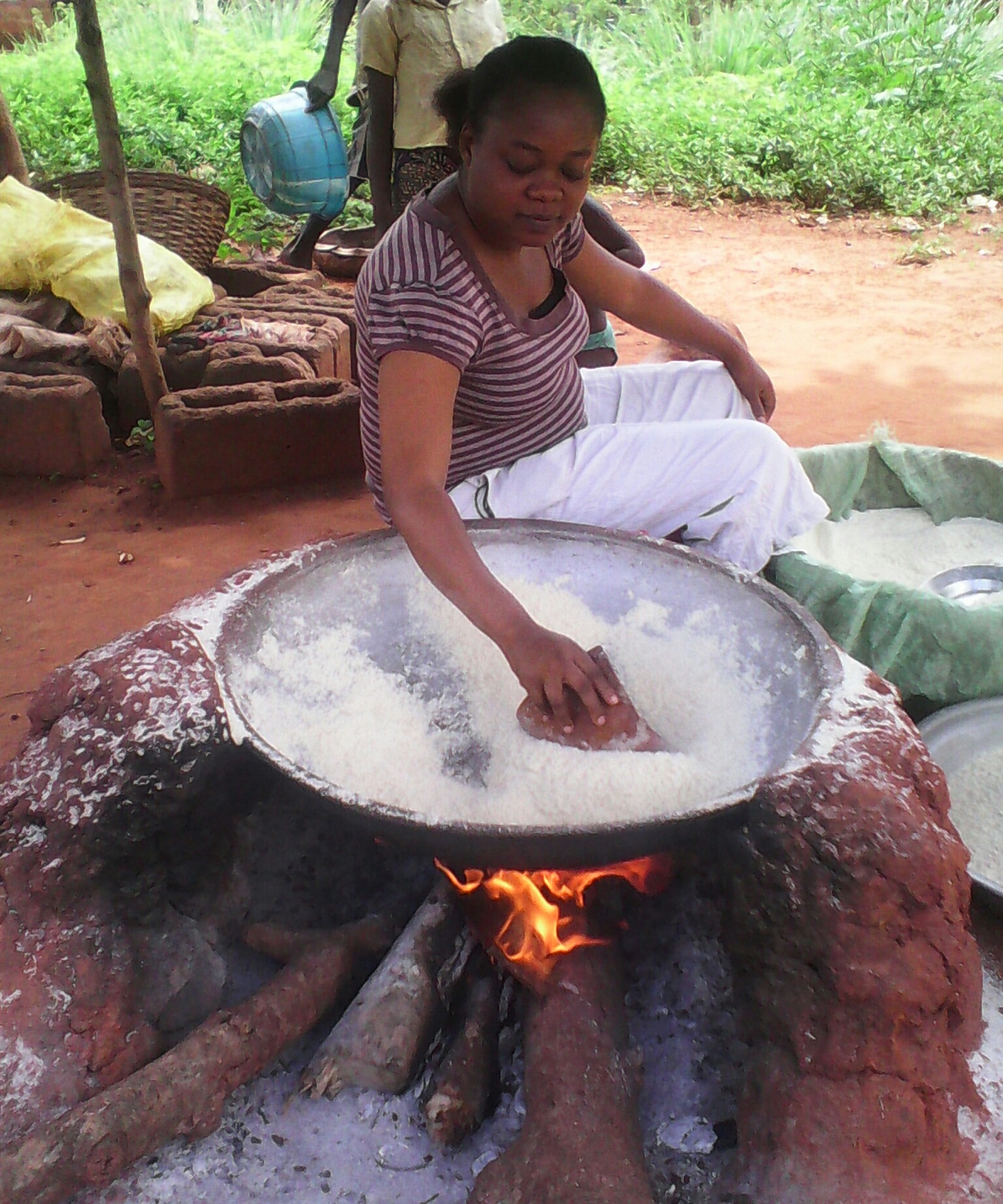
Préparation du gari au Nigeria.
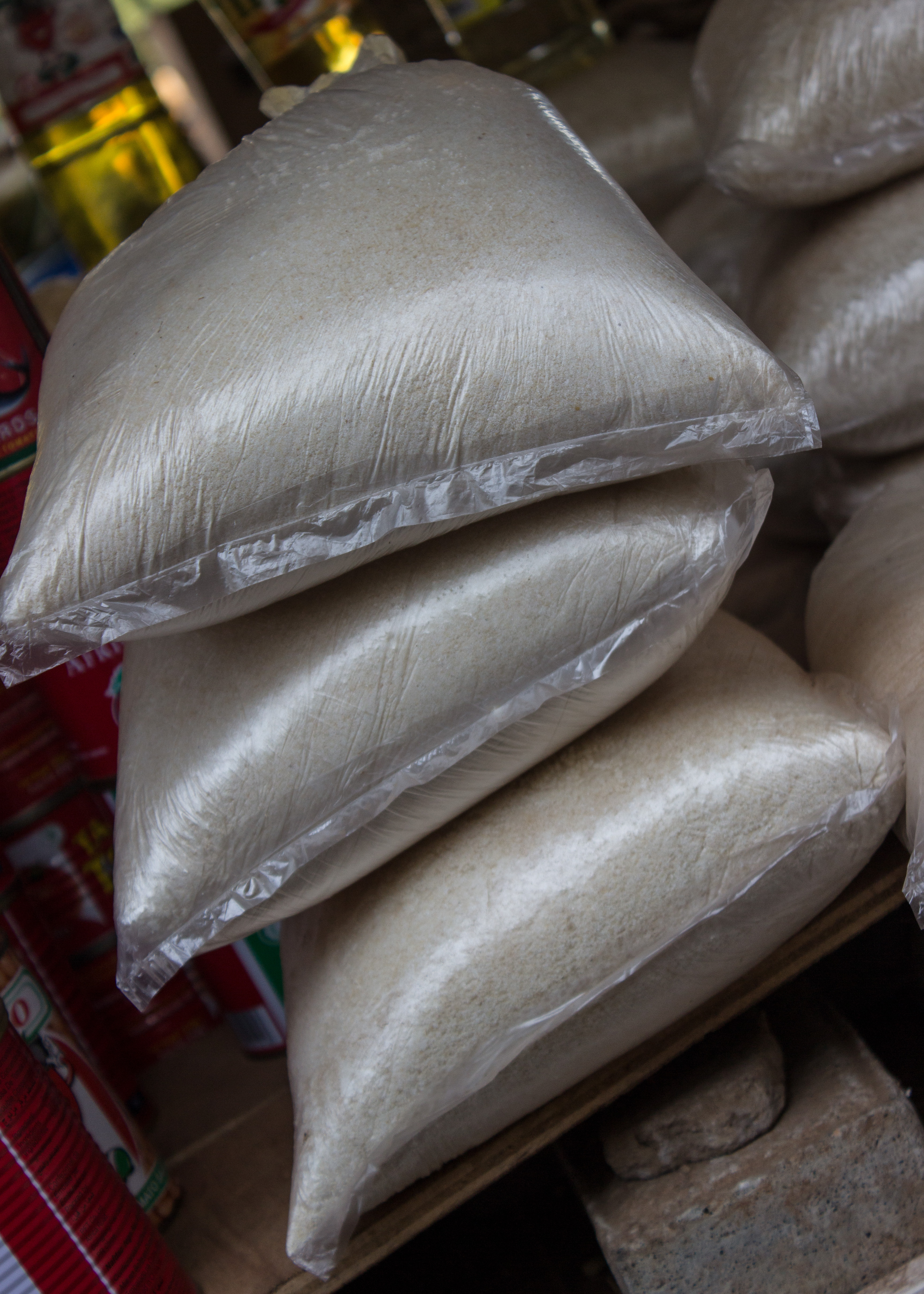
Vente en sacs au Ghana.
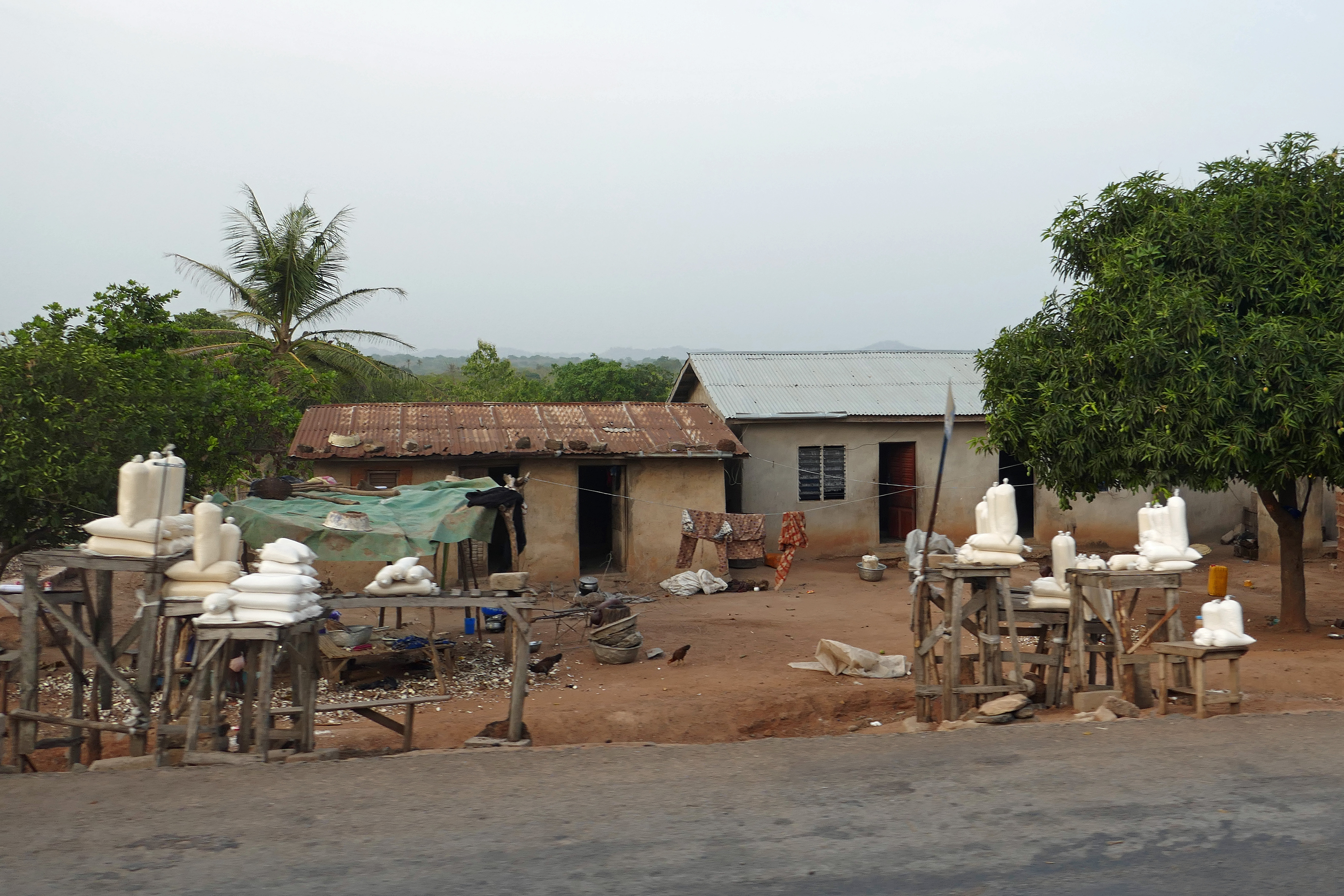
Vente de sacs au bord de la route (Bénin).

## Utilisation
Le gari peut être consommé de différentes manières. Il peut être trempé dans de l'eau avec du sucre pour en faire une boisson rafraîchissante. Il peut également être frit dans de l'huile avec divers ingrédients, ou bien être transformé en pâte cuite, connue sous le nom d'eba. Au Cameroun et au Nigeria, l'Eba est la forme principale de consommation du gari et est particulièrement appréciée pour sa texture caractéristique, qui associe onctuosité, fermeté, collant et étirabilité. Cependant, l'importance accordée à ces différentes caractéristiques peut varier selon les régions et les habitudes alimentaires des consommateurs. 

Préparations au Ghana
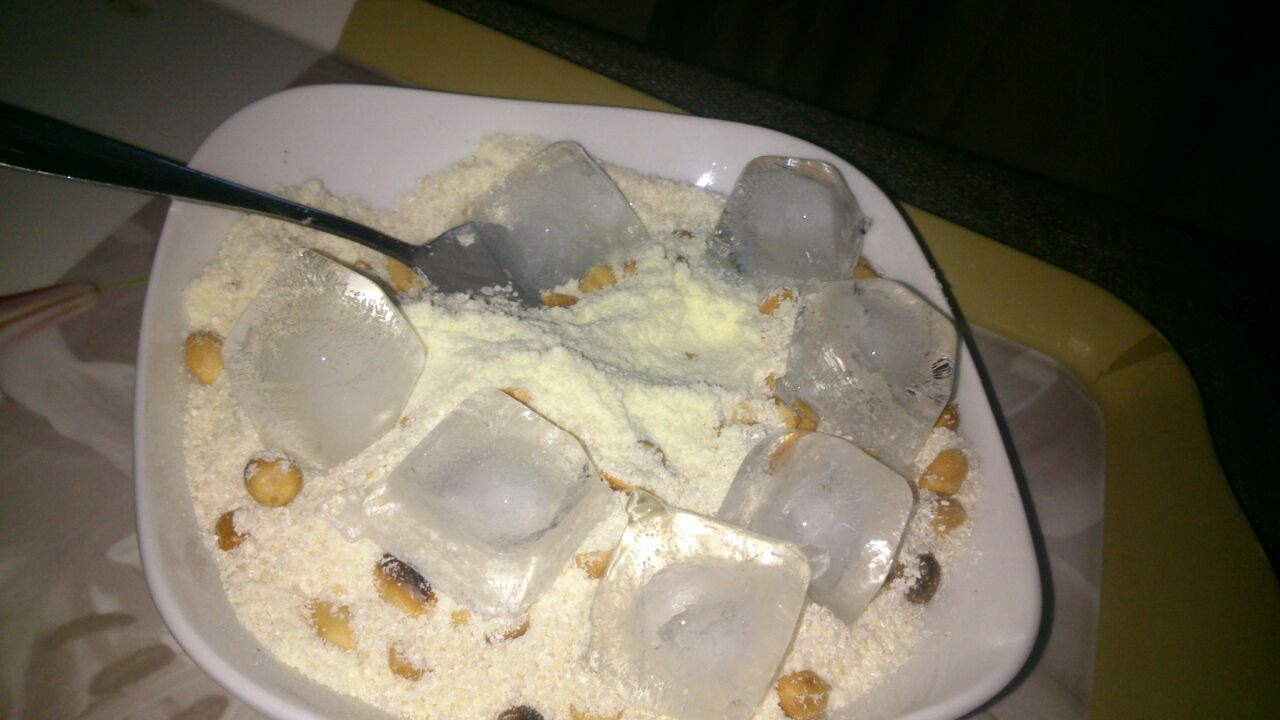
Servi sucré, avec des arachides, du lait en poudre et des glaçons.
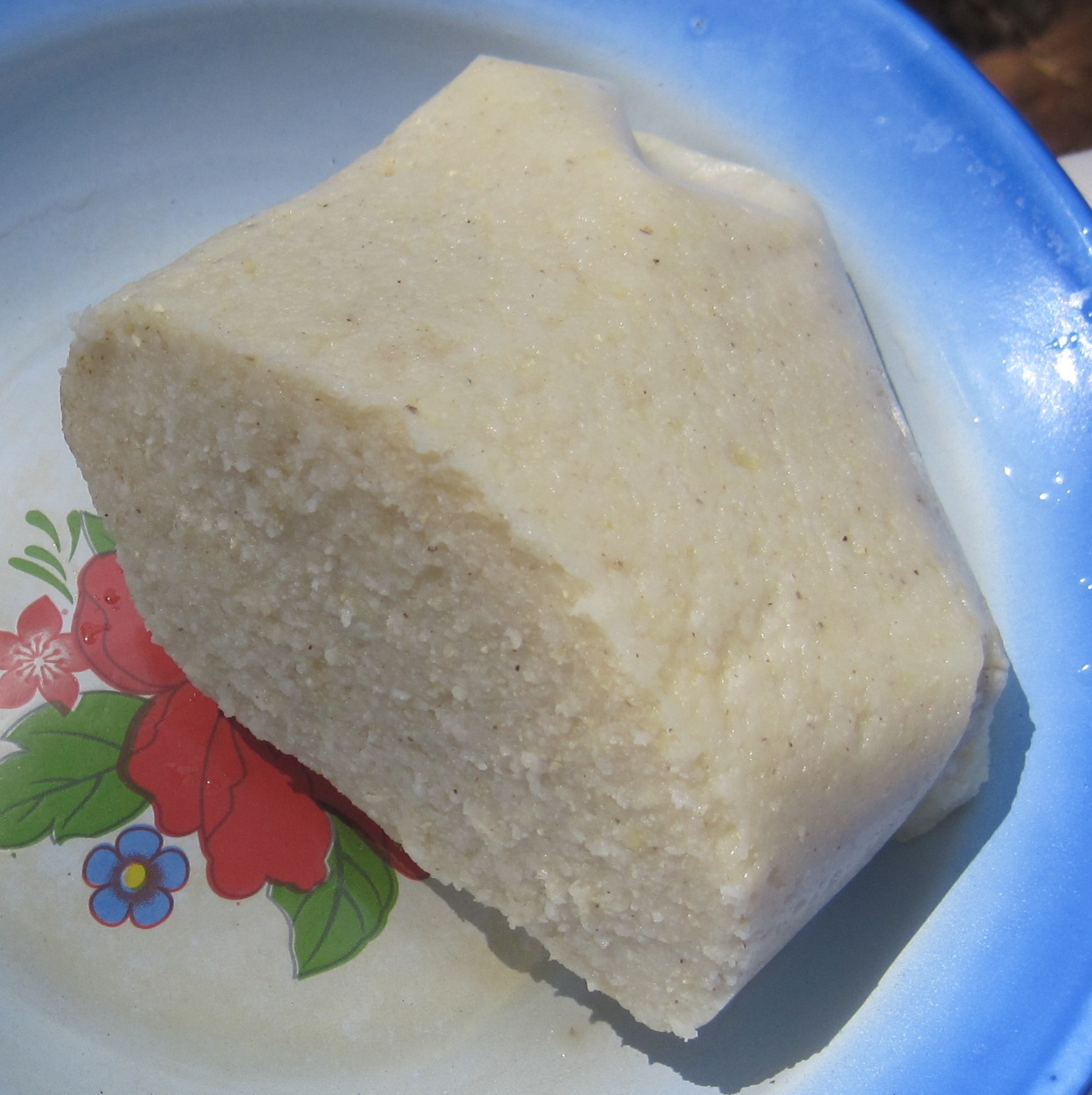
Gari du Cameroun.
- Préparation des gari soakings (vidéo).

### Filmographie
- « Le gari amélioré. Au Bénin avec Godfrey Nzamujo »,  série documentaire Le bonheur est dans l'assiette, réalisée par Philippe Allante,  coprod. Arte France, Petit Dragon avec Ten2ten films, 2012, diffusion 17 octobre 2012 .